# Karl Baumbach
Karl Adolf Baumbach (Meiningen, 1844. február 9. – Danzig, 1896. január 21.) német politikus, Rudolf Baumbach költő öccse.

## Életrajz
Miután jogi tanulmányait Jéna, Heidelberg, Lipcse és Berlin városában bevégezte (1862-65), a politikai pályára lépett és megbarátkozott Laskerral, 1880-ban pedig mint Meiningenben megválasztott képviselő a nemzeti szabadelvű párthoz csatlakozott. E pártból 1880. augusztus havában lépett ki és a haladó párthoz szegődött. 1884-ben és 1890-ben a berlini V. kerület választotta meg a birodalmi gyűlésbe képviselőnek. 
Mint a német haladó párt kiválóbb tagja a birodalmi gyűlés másodalelnöke lett (1890. május 7.). Még ugyanazon évben Danzig városa főpolgármesterévé választotta és 1891 januárjában e város az urakházába küldte. Irodalmilag is működött; megírta a népszerű Staats-Lexikont (Lipcse, 1882), és számos kisebb értekezést a Volkswirtschaftliche Zeitfragen c. vállalat számára. Tagja volt a nemzetközi béke-ligának és 1892 elején a római nagygyűlés alkalmával hathatós beszédet mondott ez ügyben. 1893. február 23-án azt indítványozta a birodalmi gyűlésen, hogy ezentúl nők is léphessenek az orvosi pályára, de leszavazták.